# Гельґа Лінднер
Гельґа Лінднер (нім. Helga Lindner, 5 травня 1951 — 3 листопада 2021) — німецька плавчиня.
Срібна медалістка Олімпійських Ігор 1968 року, учасниця 1972 року. Чемпіонка Європи з водних видів спорту 1970 року.